# Драгомирна
Монастырь Драгомирна (рум. Mănăstirea Dragomirna) — монастырь Сучавской и Рэдэуцкой архиепископии Румынской православной церкви, расположенный в селе Драгомирна, жудеца Сучава в Румынии. Связан с жизнью и творчеством Анастасия Кримки и был основан в начале XVII века. Монастырская церковь уникальна в Румынии из-за своих необычных размеров. Это самая высокая и самая узкая церковь, когда-либо построенная на влахско-молдавских землях. Стены монастыря не расписаны, а украшены резьбой по камню.
Среди основателей, которые много помогали строительству монастыря, Мирон Барновский. В мае 1653 года монастырь был разграблен и сожжен казаками Тимоша Хмельницкого. Согласно записке на стенах портала 2 октября 1758 года монастырь был разграблен татарами. 31 августа 1763 года в монастыре поселился Паисий Величковский. В 1767 году российская императрица Екатерина Великая подарила монастырю хрустальную паникадило, которое ныне экспонируется в одном из залов монастырского музея, а также большой колокол под названием Запорожский, весом более 1100 килограммов, в котором хранится на колокольне монастыря.

## Фотогалерея

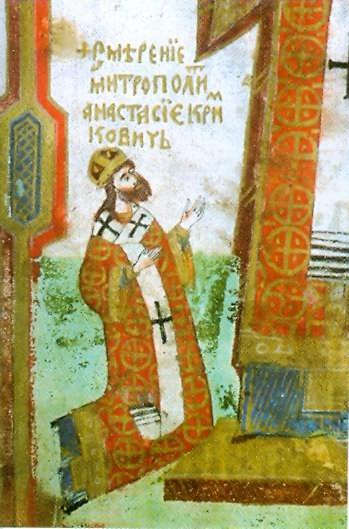
Анастасий (Кримка)
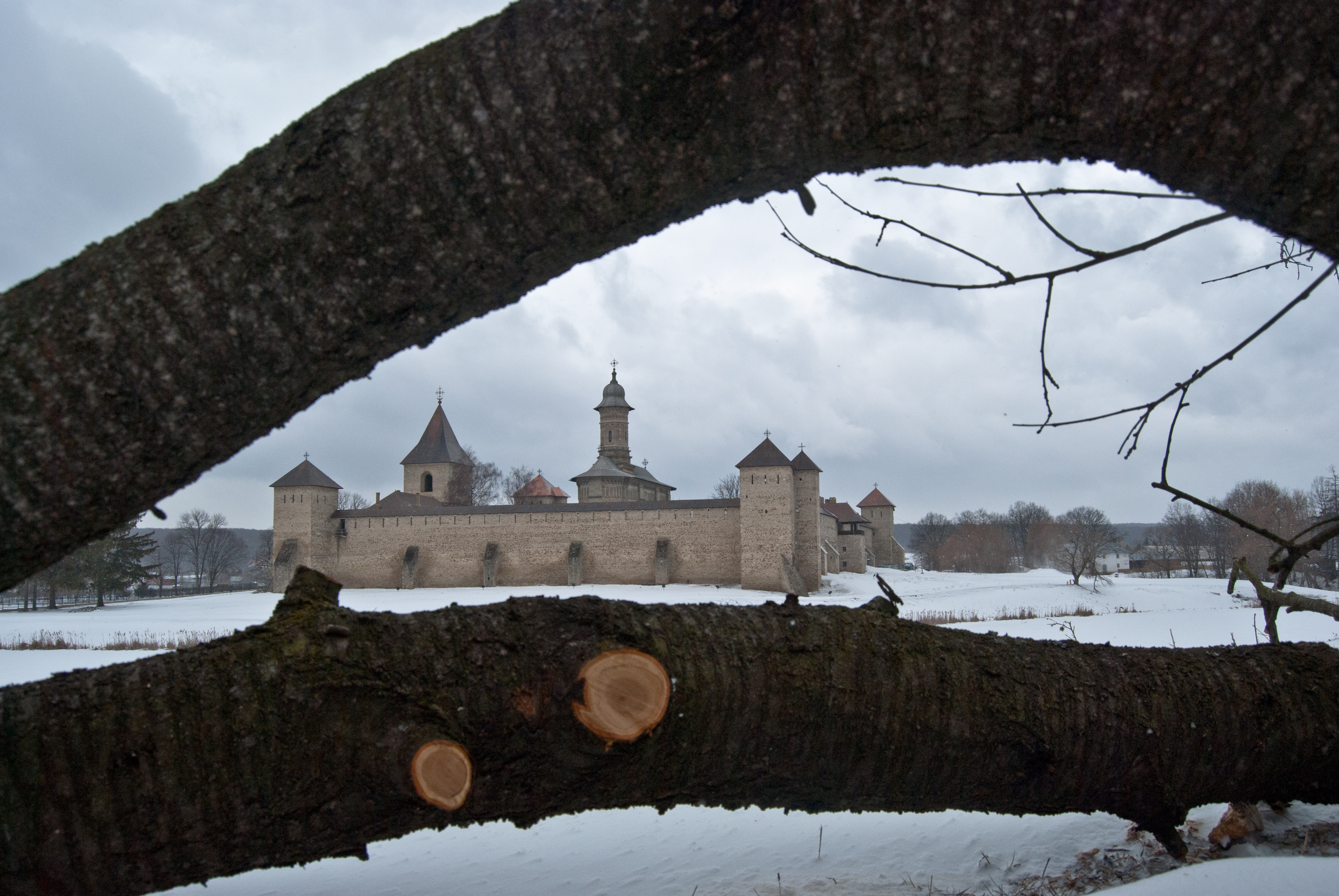
вид на монастырь
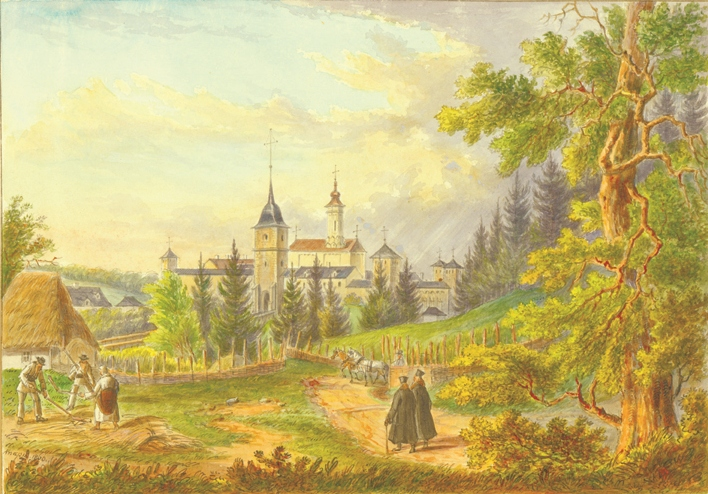
монастырь в 1867 г.
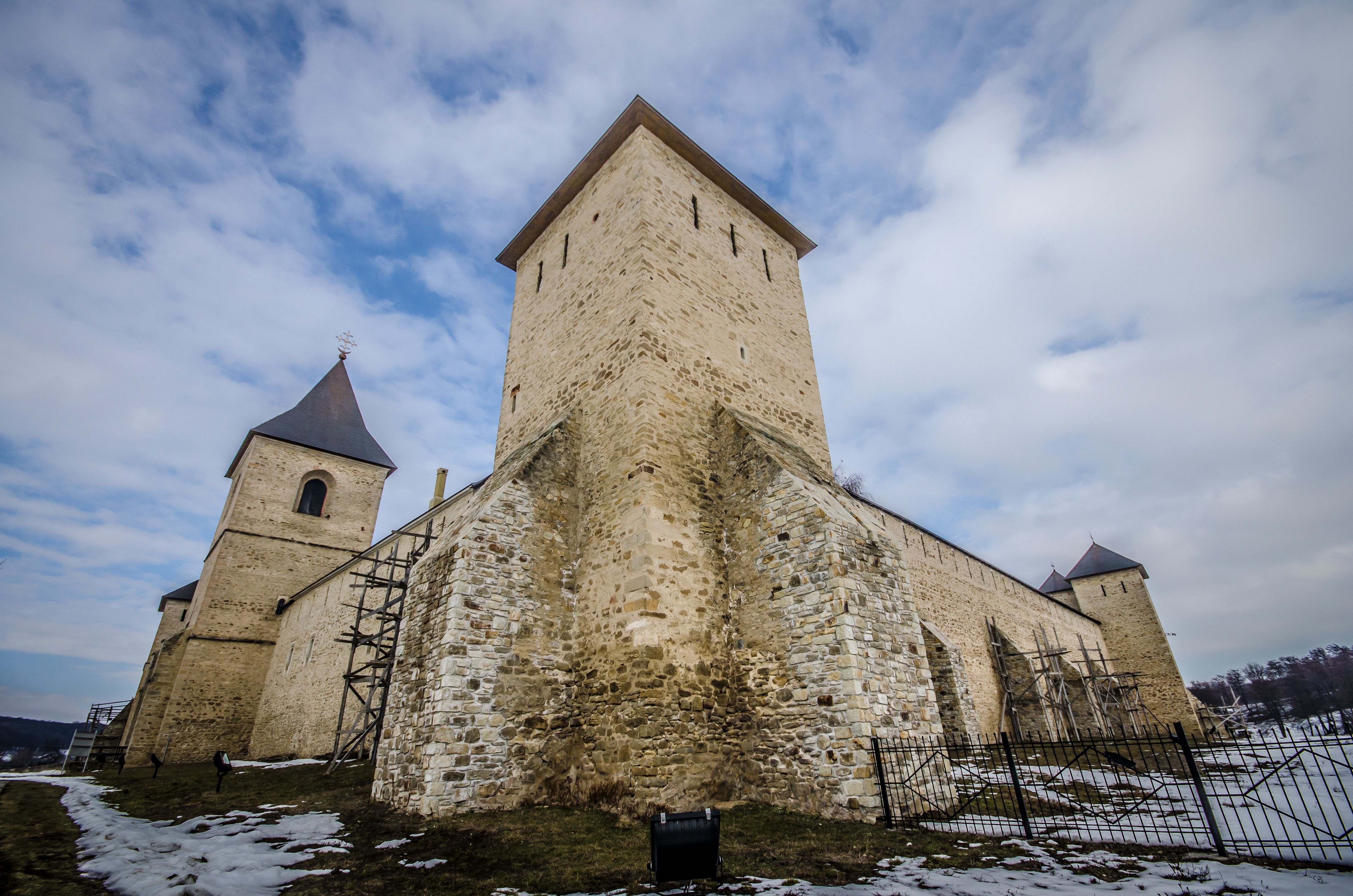
монастырь также служил укреплением
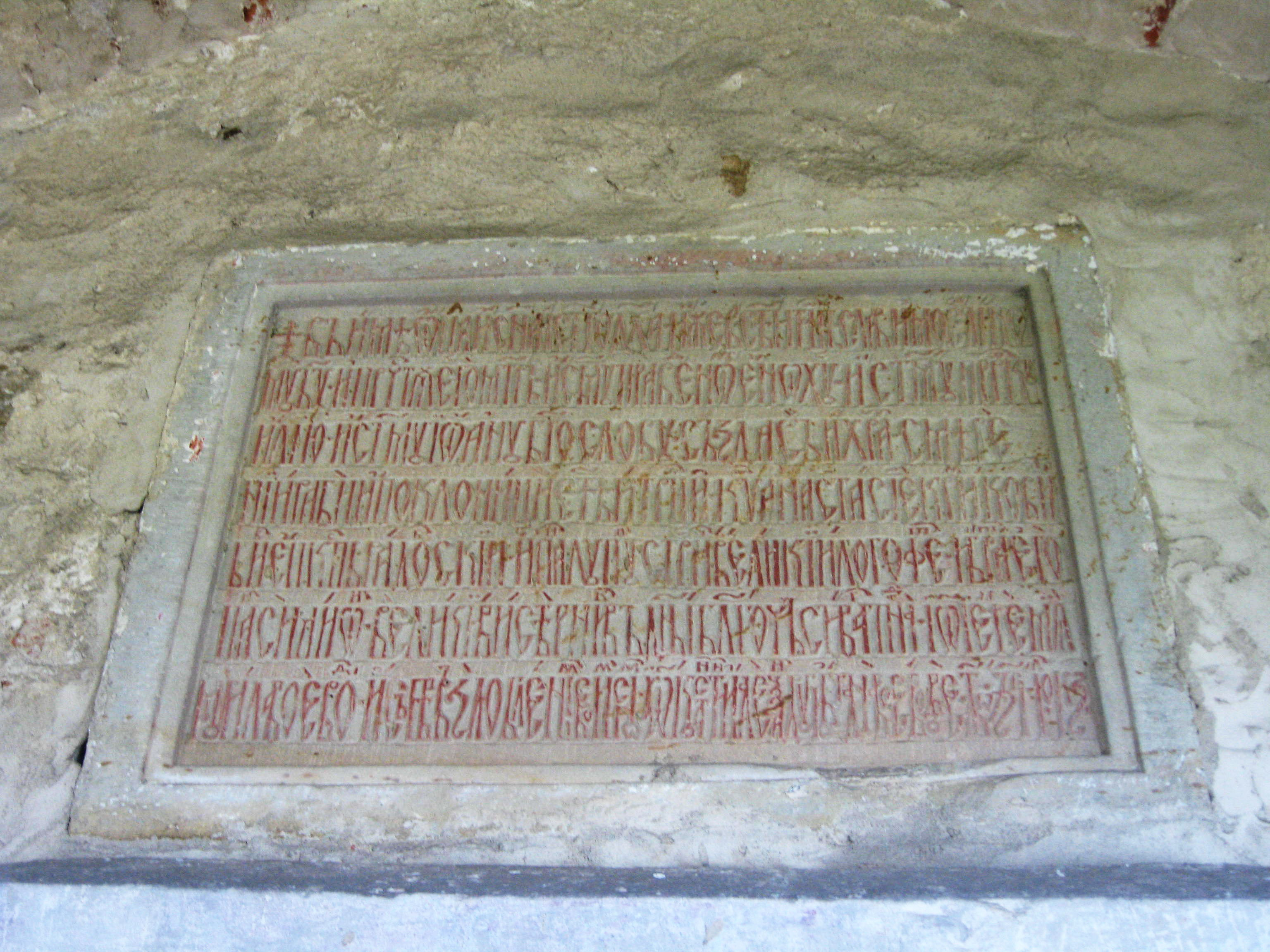
оригинал монастырская грамота на церковнославянском языке
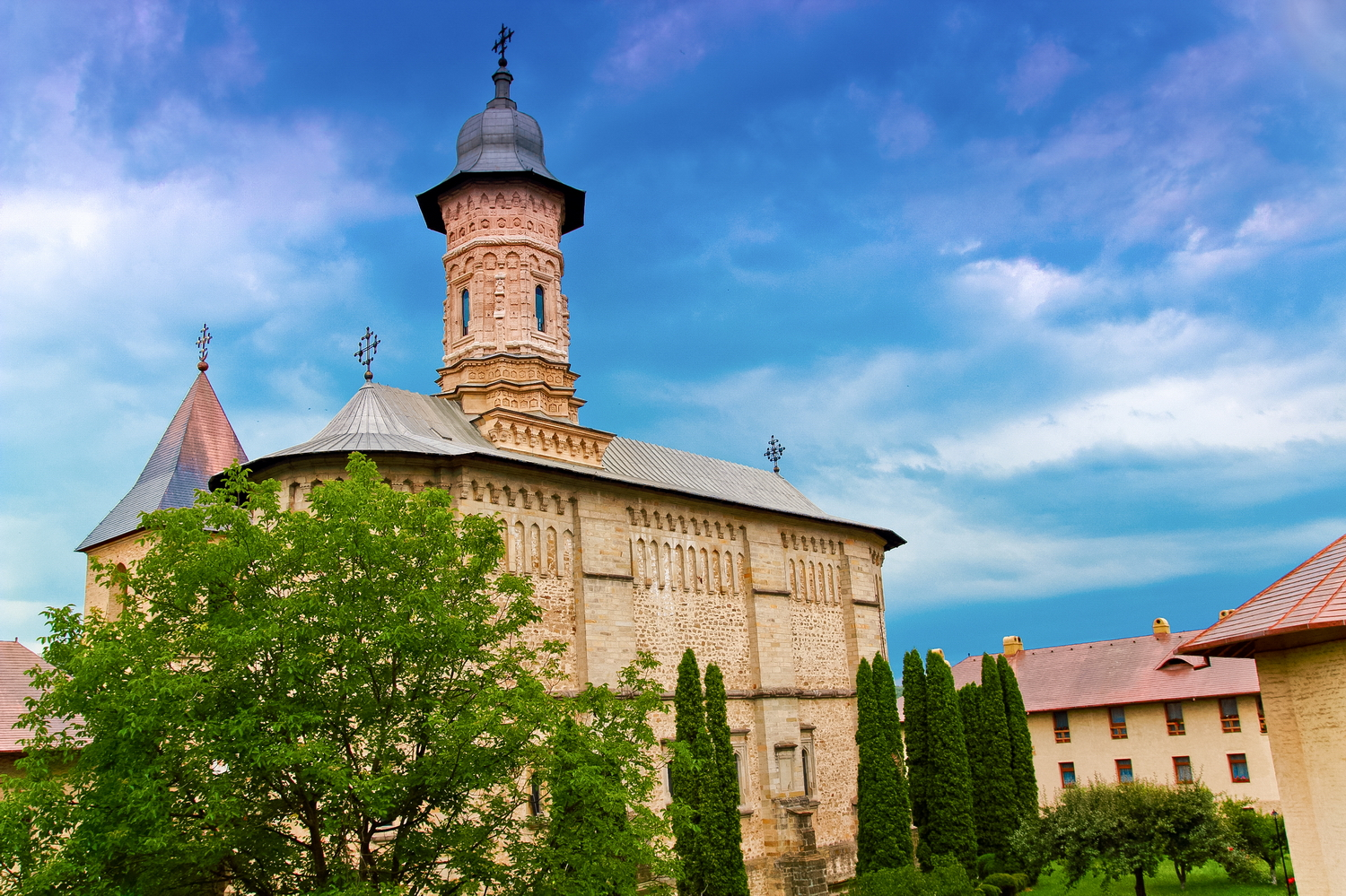
уникальная монастырская церковь
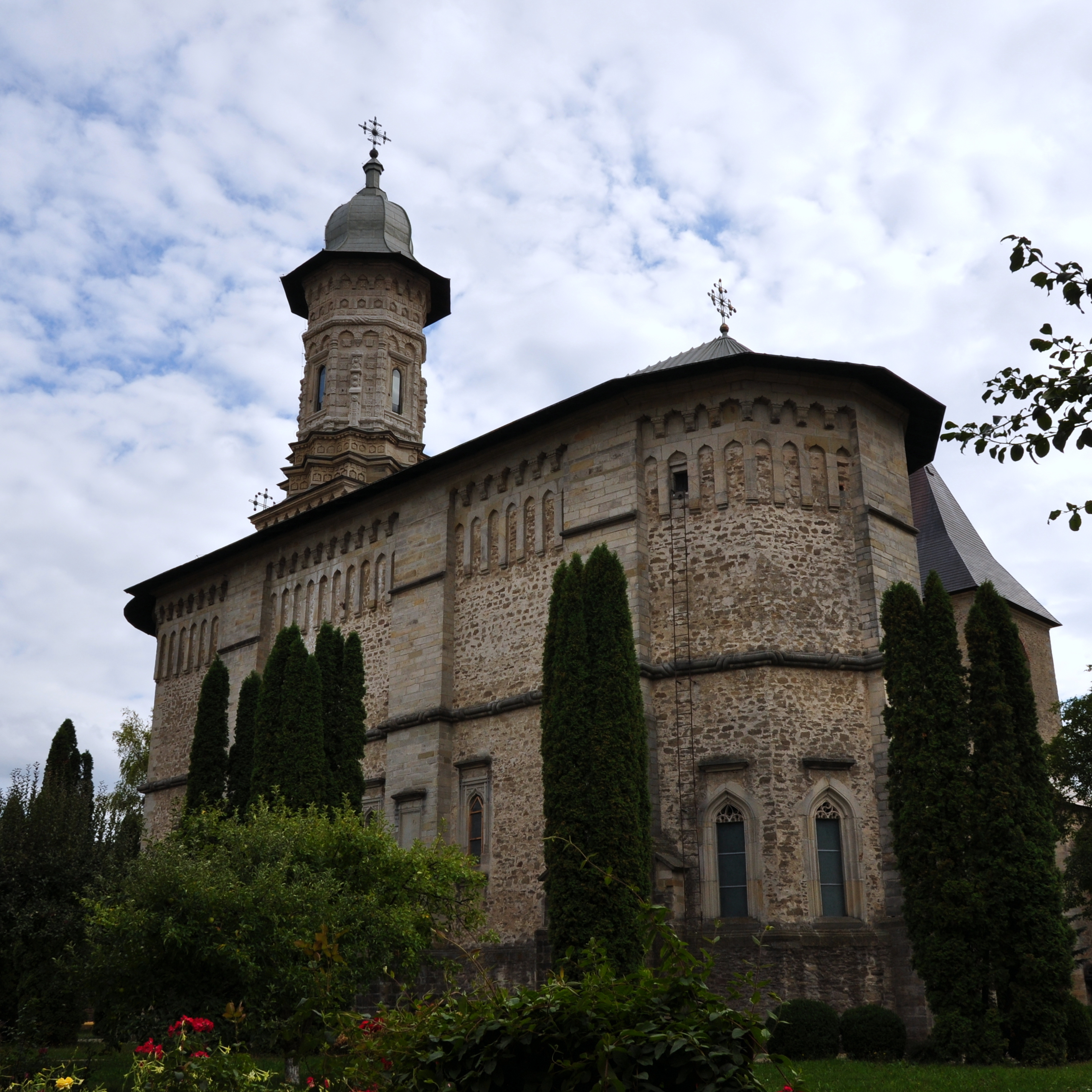
монастырская церковь
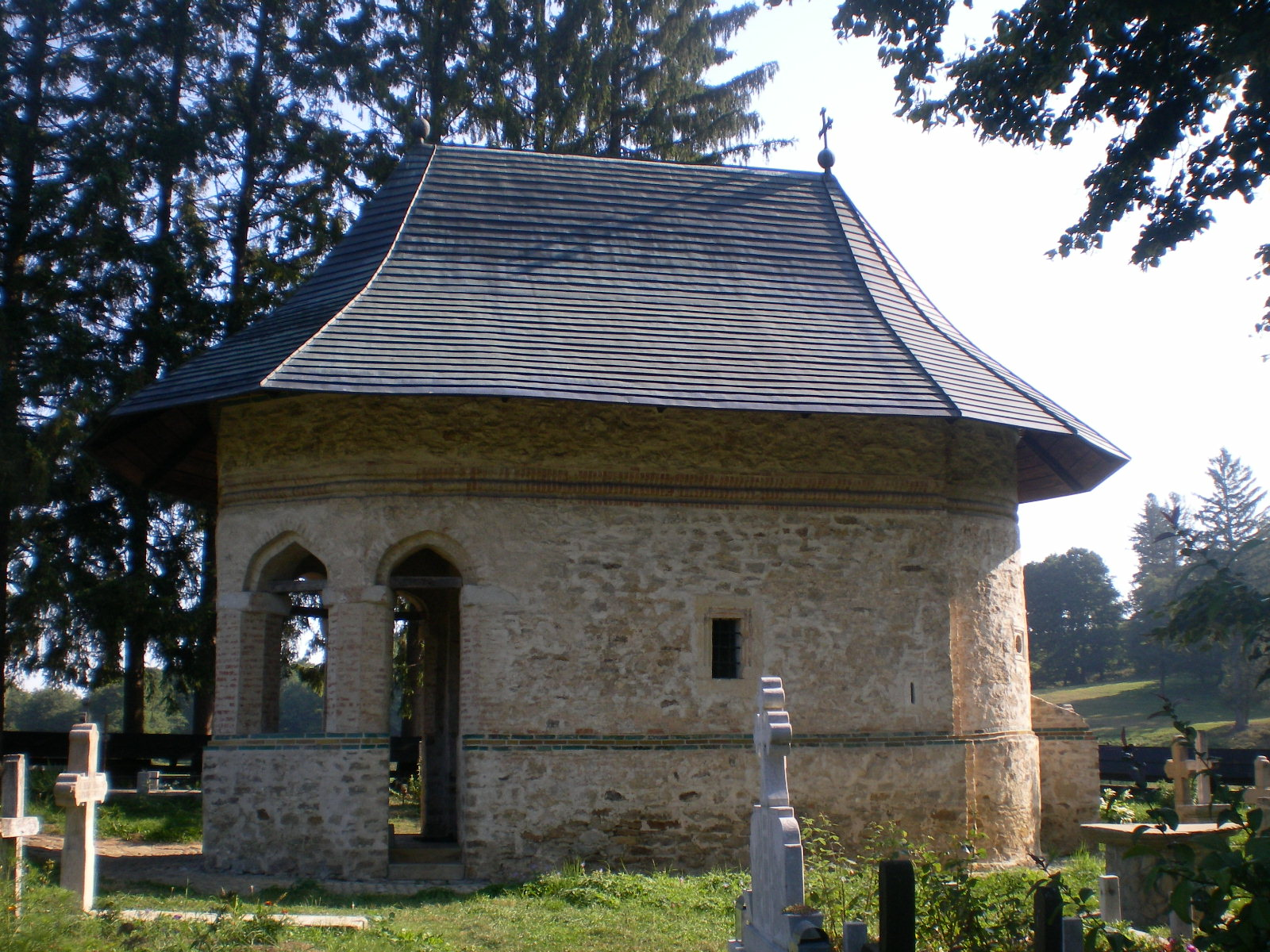
кладбищенская церковь 1602 г. – старейшая монастырская постройка